# Sauris cinerosa
Sauris cinerosa är en fjärilsart som beskrevs av W. Warren 1894. Sauris cinerosa ingår i släktet Sauris och familjen mätare. Inga underarter finns listade.